# Đội tuyển bóng đá quốc gia Iran
Đội tuyển bóng đá quốc gia Iran là đội tuyển bóng đá nam đại diện cho Iran ở các giải đấu quốc tế kể từ trận đấu đầu tiên vào năm 1941. Đội được quản lý bởi Liên đoàn bóng đá Cộng hòa Hồi giáo Iran, đồng thời là thành viên của cả Liên đoàn bóng đá thế giới (FIFA) và Liên đoàn bóng đá châu Á (AFC). Sân nhà của đội là Sân vận động Azadi ở thủ đô Tehran.
Được xem là một trong những đội tuyển bóng đá mạnh và thành công nhất châu Á, Iran đã 3 lần vô địch Asian Cup vào các năm 1968, 1972 và 1976, thành tích ngang với Ả Rập Xê Út và chỉ kém Nhật Bản. Thành tích tốt nhất của đội tại Thế vận hội là lọt vào tứ kết tại Thế vận hội Montreal 1976. Tại đấu trường World Cup, Iran đã có 7 lần tham dự cho đến nay (1978, 1998, 2006, 2014, 2018, 2022 và 2026) nhưng chưa bao giờ vượt qua vòng bảng; đội chỉ thắng 3 trận: trước Hoa Kỳ năm 1998, Maroc năm 2018 và Xứ Wales vào năm 2022.

## Lịch sử

### Những năm đầu

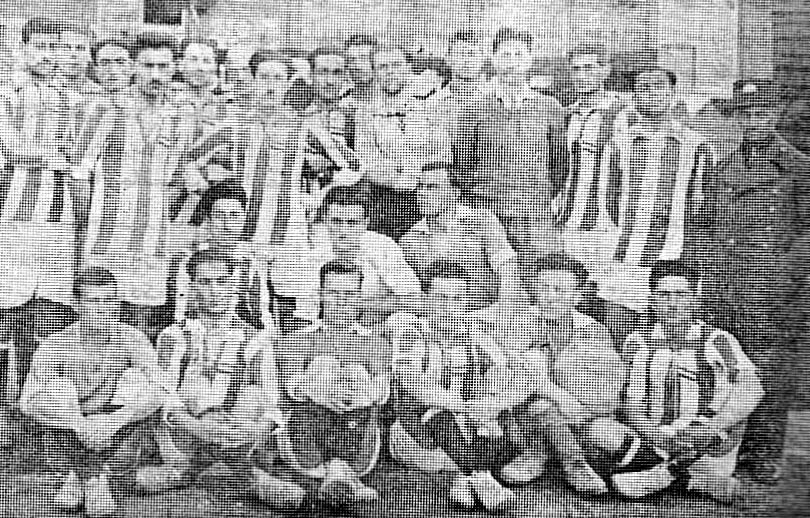
Đội Iran tuyển chọn du đấu ở Baku năm 1926.

Liên đoàn bóng đá Iran được thành lập vào năm 1920. Năm 1926, đội Tehran XI (tiền thân của đội tuyển Iran hiện tại; gồm những cầu thủ được chọn từ các câu lạc bộ Tehran, Toofan và câu lạc bộ thể thao Armenia) vượt biên giới Iran đi du đấu tại Baku thuộc Liên Xô khi ấy. Năm 1929, để thể hiện thiện ý đáp lại, một đội từ Baku được đại diện Iran mời đến Tehran thi đấu ba trận giao hữu và Iran thua cả ba, trong đó, trận đấu cuối cùng được dự khán bởi Abdolhossein Teymourtash, một quan chức tòa án địa phương có quyền lực. Những thất bại của đội chủ nhà gây tâm lý hoang mang và bỏ rơi bóng đá ở địa phương cho đến khi thái tử Mohammad Reza Pahlavi từ Thụy Sĩ trở về năm 1936 cùng sự xuất hiện của Thomas R. Gibson khoảng thập niên 1930 góp phần xúc tiến trở lại hoạt động túc cầu nơi đây.
Trận đấu không chính thức đầu tiên của Iran là vào ngày 16 tháng 8 năm 1941 gặp đội Kandahar XI và thua 0-5. Đây là trận đấu trong loạt trận thuộc chuyến du đấu của Iran tại Afghanistan. Trong hai trận còn lại tổ chức tháng 8 cùng năm, đội thắng tối thiểu India XI tại Kabul sau đó hòa chủ nhà Afghanistan không bàn thắng. Iran vô địch Cúp bóng đá châu Á 3 lần liên tiếp vào các năm 1968, 1972, 1976.

### World Cup 1978
Năm 1978, Iran lần đầu tiên góp mặt tại World Cup sau khi đánh bại Australia tại Tehran. Iran đã thua 2/3 trận vòng bảng trước Hà Lan và Peru. Đội đã gây bất ngờ cho cộng đồng bóng đá bằng cách giành được một điểm trong lần đầu tiên tham dự World Cup trước Scotland, trận gặp Iraj Danaeifard đá phản lưới nhà do Andranik Eskandarian ghi cho trận hòa 1–1.

### Sau cách mạng
Sau Cách mạng 1979, bóng đá có phần bị bỏ quên và gạt sang một bên. Trong suốt những năm 1980 , đội tuyển quốc gia Iran không tham dự các kỳ World Cup do Chiến tranh Iran-Iraq (1980–1988) và bóng đá trong nước chịu những tác động không thể tránh khỏi của xung đột. Đội tuyển quốc gia này đã rút khỏi vòng loại khu vực châu Á cho World Cup 1982 và từ chối tham dự vòng loại World Cup 1986 vì phải thi đấu trên sân trung lập. Chiến tranh và những biến động chính trị khiến Iran không có các giải đấu lớn của câu lạc bộ cho đến năm 1989 khi Qods League được thành lập. Một năm sau, Qods League được đổi tên thành Azadegan League. Mặc dù không thể vượt qua vòng loại World Cup 1990 hoặc 1994, người ta nói rằng trong giai đoạn này, một số cầu thủ chất lượng đã bùng nổ nền bóng đá Iran, đặt nền móng cho vị trí thứ ba tại AFC Asian Cup 1996 (những chiến thắng ở giải đấu đó. bao gồm chiến thắng 3–0 trước Ả Rập Xê-út và chiến thắng 6–2 trước Hàn Quốc) và lần thứ hai họ giành được vinh quang ở World Cup vào năm 1998.

### FIFA World Cup 1998
Vào tháng 11 năm 1997, Iran đủ điều kiện tham dự World Cup 1998 sau khi loại Úc trong loạt trận playoff sít sao. Cả hai trận đều kết thúc không quyết định nhưng Iran đã vượt qua vòng loại do luật bàn thắng sân khách. Iran đã cầm hòa Úc với tỷ số 1-1 trên sân nhà, và hòa 2–2 tại Melbourne; tuy nhiên, vì Iran ghi được nhiều bàn thắng hơn trên sân khách nên họ đã có thể giành quyền tham dự Cúp thế giới.
Tại trận đấu đầu tiên của bảng F tại FIFA World Cup 1998 với Nam Tư, Iran đã để thua 1–0 trước một quả đá phạt trực tiếp của Siniša Mihajlović. Iran ghi chiến thắng đầu tiên tại World Cup trong trận đấu thứ hai đánh bại Hoa Kỳ 2–1 với Hamid Estili và Mehdi Mahdavikia ghi bàn cho Iran. Trận đấu giữa Iran vs Mỹ tại World Cup đã được làm nóng trước với sự hào hứng nhất định bởi lập trường chính trị của mỗi nước sau cuộc cách mạng Iran và cuộc khủng hoảng con tin Iran. Tuy nhiên, trong một hành động chống lại mọi hình thức thù hận hay chính trị trong thể thao, cả hai bên đã tặng nhau những món quà, hoa và chụp ảnh theo nghi lễ trước khi trận đấu bắt đầu. Sau thất bại trước Iran, Hoa Kỳ bị loại khỏi World Cup.
Iran đấu với Đức ở lượt đấu thứ ba. Iran thua Đức với tỷ số 2–0. Các bàn thắng được ghi bởi Oliver Bierhoff và Jürgen Klinsmann. Một trận thắng và hai trận thua đồng nghĩa với việc Iran đứng thứ ba trong bảng tổng sắp và không lọt vào vòng trong. (Farhad Majidi và Mehdi Fonounizadeh là một số người vắng mặt trong giải đấu.)

### AFC Asian Cup 2000
Iran về nhất ở vòng bảng của giải đấu nhưng để thua Hàn Quốc ở tứ kết.

### Vòng loại FIFA World Cup 2002
Iran đã không thể vượt qua vòng loại World Cup 2002 sau trận thua chung cuộc trước Cộng hòa Ireland, thua 2–0 tại Dublin và thắng 1–0 tại Tehran. Trận đấu bị loại khiến huấn luyện viên Miroslav Blažević từ vị trí dẫn đầu bị thay thế bởi trợ lý Branko Ivanković, người đã từ chức trợ lý huấn luyện viên.

### AFC Asian Cup 2004
Sau khi vượt qua vòng loại Asian Cup 2004, Iran đã hòa với Thái Lan, Oman và Nhật Bản trong giải đấu. Iran đứng thứ hai trong bảng này. Trong cuộc đụng độ ở tứ kết với Hàn Quốc , Iran đã thắng 4–3 trong thời gian bình thường. Ở trận bán kết, Iran để thua chủ nhà Trung Quốc trên chấm phạt đền. Iran đã giành chiến thắng trước Bahrain với tỷ số 4–2 để giành vị trí thứ ba của giải đấu.

### FIFA World Cup 2006

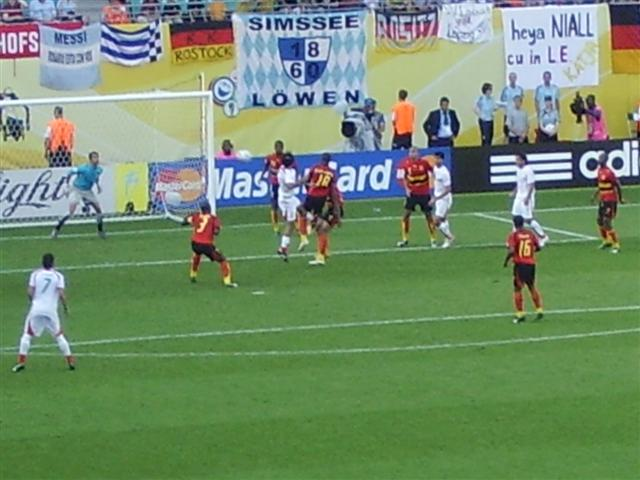
Iran ghi bàn vào lưới Angola trong một trận đấu tại FIFA World Cup 2006.

Vào ngày 8 tháng 6 năm 2005, Iran cùng với Nhật Bản trở thành quốc gia đầu tiên vượt qua vòng loại World Cup 2006 , giúp Iran lần thứ 3 góp mặt trên đấu trường bóng đá thế giới. Vòng loại cả hai năm 2001 và 2004–05 dẫn đến các cuộc ăn mừng, náo loạn và bạo loạn gây ra hỗn loạn và bất ổn nội bộ giữa thanh niên và các quan chức chính phủ. Trận đấu giữa Iran và Nhật Bản trong khuôn khổ vòng loại World Cup 2006 tại Tehran diễn ra vào ngày 24 tháng 3 năm 2005 là trận đấu có số lượng người tham dự cao nhất trong số tất cả các liên đoàn. Trận đấu kết thúc với 5 cổ động viên thiệt mạng và một số người khác bị thương khi họ rời sân vận động Azadi vào cuối trận đấu.
Iran bắt đầu xuất hiện tại FIFA World Cup 2006 với sự kỳ vọng nhất định từ người hâm mộ và giới truyền thông. Trận đấu đầu tiên của họ là gặp Mexico ở bảng D. Hiệp 1 đang diễn ra với tỉ số 1-1 nhưng Iran đã để thua ở phút cuối vì một sai lầm trong phòng ngự. Tỷ số cuối cùng, 3–1, được mang về bởi các bàn thắng của Omar Bravo và Sinha cho Mexico với Yahya Golmohammadi ghi bàn thắng duy nhất cho Iran.
Iran đấu với Bồ Đào Nha ở lượt trận thứ hai. Trận đấu đã bị thua với tỷ số 2–0. Các bàn thắng được ghi bởi Deco và Cristiano Ronaldo (phạt đền). Hai trận thua có nghĩa là Iran đã bị loại khỏi cuộc thi trước trận đấu thứ ba và cuối cùng của họ với Angola . Iran hòa 1–1 với Angola vào ngày 21 tháng 6 năm 2006, Sohrab Bakhtiarizadeh ghi bàn thắng cho Iran.
Đình chỉ tạm thời
Vào tháng 11 năm 2006, Iran bị FIFA đình chỉ mọi hoạt động tham gia bóng đá quốc tế với lý do chính phủ can thiệp vào liên đoàn bóng đá quốc gia. Lệnh cấm kéo dài chưa đầy một tháng  và như một khoảng thời gian được đưa ra để cho phép đội tuyển Iran dưới 23 tuổi tham gia môn thi đấu bóng đá của Đại hội thể thao châu Á 2006, các bộ đồng phục thi đấu không bị ảnh hưởng.

### AFC Asian Cup 2007
IRIFF đã bổ nhiệm Amir Ghalenoei làm huấn luyện viên trưởng của đội tuyển bóng đá quốc gia Iran vào ngày 17 tháng 7 năm 2006 để kế nhiệm Branko Ivanković. Sau khi về nhất ở vòng loại trước Hàn Quốc 2 điểm và đứng nhất ở vòng bảng của giải đấu cuối cùng tại Malaysia, Iran đã thua Hàn Quốc trong loạt sút luân lưu của trận tứ kết và bị loại khỏi giải Asiad 2007 . Cái tách . Ghalenoei bị báo chí chỉ trích. Sau một thời gian thảo luận trong liên đoàn bóng đá Iran, hợp đồng của anh ấy không được gia hạn và Team Melli đã được giao cho một người quản lý chăm sóc trong vài tháng.

### Vòng loại FIFA World Cup 2010
Ali Daei đã được chọn để trở thành huấn luyện viên mới sau khi huấn luyện viên Tây Ban Nha Javier Clemente đã gần ký hợp đồng với tư cách là huấn luyện viên đội tuyển quốc gia Iran nhưng các cuộc đàm phán đã đổ bể khi anh từ chối sống toàn thời gian ở nước này.  Iran nằm trong cùng nhóm vòng loại FIFA World Cup với Kuwait , Syria và Các Tiểu vương quốc Ả Rập Thống nhất ở vòng ba. Họ thi đấu sân nhà và sân khách với ba đội còn lại trong nhóm 5. Ở giữa vòng 4, Ali Daei bị cho rời khỏi vị trí huấn luyện viên quốc gia Iran vào ngày 29 tháng 3 năm 2009.  Ông được thay thế bởi Afshin Ghotbi. Iran đã không thể vượt qua vòng loại World Cup 2010 sau khi xếp thứ 4 chung cuộc trong bảng đấu.

#### Các cuộc biểu tình chính trị năm 2009
Trong trận đấu cuối cùng của vòng loại FIFA World Cup 2010 với Hàn Quốc tại Seoul vào ngày 17 tháng 6 năm 2009, bảy thành viên của đội, Javad Nekounam , Ali Karimi , Hossein Kaebi , Masoud Shojaei , Mohammad Nosrati , Vahid Hashemian và đội trưởng Mehdi Mahdavikia mặc áo xanh vòng tay ủng hộ Phong trào Xanh Iran trong các cuộc biểu tình bầu cử Iran năm 2009 . Những tin đồn ban đầu và những báo cáo sai sự thật rằng cả bảy cầu thủ đều bị Liên đoàn bóng đá Iran cấm thi đấu suốt đời.Tuy nhiên, các phương tiện truyền thông nhà nước cho rằng cả bảy người đều đã "nghỉ hưu".  Vào ngày 24 tháng 6 năm 2009, FIFA đã viết thư cho Liên đoàn bóng đá Iran yêu cầu làm rõ tình hình. Liên đoàn bóng đá Iran trả lời rằng chưa có hình thức kỷ luật nào đối với bất kỳ cầu thủ nào.  Kể từ vòng loại FIFA World Cup 2014 , một số cầu thủ nói trên đã chơi lại cho đội tuyển quốc gia, đáng chú ý là Javad Nekounam , Masoud Shojaei , Mehdi Mahdavikia và Ali Karimi.

### AFC Asian Cup 2011
Iran đã gia hạn hợp đồng với Afshin Ghotbi cho đến hết AFC Asian Cup 2011 và đội vượt qua vòng loại giải đấu với 13 điểm với tư cách là đội nhất bảng.
Trong trận đấu cuối cùng vòng loại với Hàn Quốc , một số cầu thủ Iran bắt đầu trận đấu đeo băng đeo tay hoặc băng đeo tay màu xanh lá cây, một biểu tượng phản đối kết quả bầu cử tổng thống Iran. Hầu hết đều loại bỏ chúng trong thời gian nghỉ giữa hiệp. Tờ báo Iran đưa tin Ali Karimi, Mehdi Mahdavikia, Hosein Kaebi và Vahid Hashemian đã nhận lệnh cấm chung thân từ FA Iran vì hành động này. Tuy nhiên, FA Iran đã bác bỏ tuyên bố này trong một phản hồi với FIFACuộc điều tra nói rằng "những bình luận trên các phương tiện truyền thông nước ngoài chẳng qua là dối trá và là một hành động gian dối." Huấn luyện viên trưởng Afshin Ghotbi cũng xác nhận rằng đó chỉ là tin đồn và FA Iran "chưa có quan điểm chính thức nào về vấn đề này."
Afshin Ghotbi đã vượt qua vòng loại Asian Cup 2011 và về nhì tại Giải vô địch Liên đoàn bóng đá Tây Á 2010 chỉ vài tháng trước Asian Cup 2011 . Iran đã có thể giành trọn vẹn 9 điểm ở vòng bảng Asian Cup 2011 nhưng sau bàn thắng của Hàn Quốc trong hiệp phụ , Iran lại một lần nữa không thể vào bán kết.

### FIFA World Cup 2014

#### Vòng loại
Vào ngày 4 tháng 4 năm 2011, cựu huấn luyện viên của Real Madrid , Carlos Queiroz , đã đồng ý hợp đồng có thời hạn hai năm rưỡi làm huấn luyện viên đội tuyển quốc gia Iran cho đến khi kết thúc FIFA World Cup 2014 tại Brazil. Dưới thời Queiroz, Iran bắt đầu chiến dịch vòng loại World Cup của họ khi đánh bại Maldives 4–0 ở trận lượt đi vòng loại thứ hai. Sau khi giành chiến thắng chung cuộc 5–0, Iran tiến vào vòng thứ ba của vòng loại , nơi họ bị cầm hòa với Indonesia, Qatar và Bahrain. Iran đánh dấu vị trí của họ ở đầunhóm của họ bằng cách đánh bại Bahrain 6–0 trên sân nhà ở Sân vận động Azadi cũng như mời cựu tuyển thủ trẻ người Đức Ashkan Dejagah, người đã ghi hai bàn trong trận ra mắt với Qatar. Sau chiến thắng 4–1 trước Indonesia, Iran đã vượt qua vòng loại cuối cùng của vòng loại trực tiếp, vòng bốn. Ở vòng 4, Iran được cầm hòa với Hàn Quốc, Qatar, Uzbekistan và Lebanon trong bảng của họ. Queiroz đã có những sự bổ sung mới từ nước ngoài vào đội hình của mình, thêm những cầu thủ như Reza Ghoochannejhadcho đội của mình. Iran bắt đầu lượt trận thứ 4 của vòng loại khu vực châu Á với chiến thắng 1–0 trước Uzbekistan. Đội Melli sau đó đã hòa Qatar và thua ở Lebanon trước khi đánh bại Hàn Quốc tại Azadi vào ngày 16 tháng 10 với bàn thắng của đội trưởng Javad Nekounam . Sau trận thua 1–0 tại Tehran trước Uzbekistan, Iran đã đánh bại Qatar 1–0 tại Doha và Lebanon 4–0 trên sân nhà. Trong trận đấu vòng loại cuối cùng của họ, Iran đã đánh bại Hàn Quốc 1–0 tại Ulsan Munsu với bàn thắng của Ghoochannejhad, giúp họ giành quyền tham dự FIFA World Cup 2014 với tư cách đội nhất bảng với 16 điểm. Như vậy, Iran đã trở thành đội thứ ba mà Queiroz đã vượt qua vòng loại World Cup, sau khi không lọt vào giải đấu năm 2002 với Nam Phi và giải đấu năm 2010 với Bồ Đào Nha, dẫn đầu bảng xếp hạng sau đó về đích ở vòng loại trực tiếp. Iran tiếp tục chuỗi trận toàn thắng, giành suất tham dự Asian Cup 2015 vài tháng sau đó.

#### Triệu tập cầu thủ nước ngoài gốc Iran
Kể từ khi Queiroz đảm nhận vai trò huấn luyện viên của đội tuyển quốc gia Iran, ông đã nổi tiếng với việc giới thiệu các cầu thủ gốc Iran đến đội tuyển quốc gia. Những cầu thủ này bao gồm Daniel Davari và Ashkan Dejagah người Đức gốc Iran, Reza Ghoochannejhad, người Hà Lan gốc Iran, Omid Nazari và Saman Ghoddos người Thụy Điển gốc Iran, và Steven Beitashour người Mỹ gốc Iran cùng những người khác.

#### Vòng chung kết

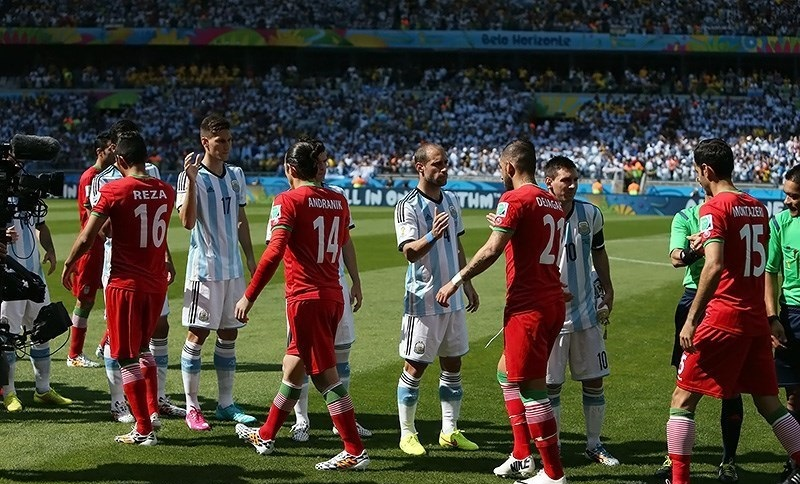
Iran đối đầu Argentina tại FIFA World Cup 2014.

Iran đã vượt qua vòng loại FIFA World Cup 2014 với tư cách đội vô địch và cạnh tranh ở bảng F cùng với Argentina , Nigeria và Bosnia và Herzegovina. Vé trận Argentina đã bán hết nằm trong số tám vé được mua nhiều nhất cho giải đấu lần này. Vào ngày 1 tháng 6 năm 2014, Queiroz công bố đội hình 23 cầu thủ của mình. Trước giải đấu, họ đã thành lập Hiệp hội bóng đá Trung Á .
Trong trận mở màn của giải đấu vào ngày 16 tháng 6, Iran đã hòa Nigeria 0–0  và lần đầu có điểm ở trận mở màn fifa world cup trong lịch sử của họ .  Trong trận đấu tiếp theo của họ, Iran đã bị Argentina đánh bại với tỷ số 1–0 với bàn thắng muộn của Lionel Messi và nhận được lời khen ngợi sau khi cầm hòa Argentina trong 90 phút trong khi tạo ra một số cơ hội tấn công của riêng họ.  Iran bị loại khỏi giải đấu trong trận đấu tiếp theo, thất bại 3–1 trước Bosnia và Herzegovina . Bàn thắng duy nhất của Iran được ghi bởi Reza Ghoochannejhad . Sau giải đấu, Queiroz tuyên bố sẽ từ chức huấn luyện viên của Iran nhưng sau đó chuyển sang và gia hạn hợp đồng cho đến khi FIFA World Cup 2018 diễn ra.

### AFC Asian Cup 2015
Iran đã vượt qua vòng loại AFC Asian Cup 2015 với tư cách là đội vô địch trong đó Đội Melli là hạt giống được xếp hạng cao nhất. Iran đối đầu với Bahrain, Qatar và UAE ở bảng C. Queiroz công bố đội của mình vào ngày 30 tháng 12 năm 2014.
Với số lượng người hâm mộ đông thứ hai trong giải đấu sau chủ nhà Australia , Iran đã đánh bại Bahrain với tỷ số 2–0 với sự chuẩn bị hạn chế.  Iran sau đó đánh bại Qatar với tỷ số 1–0 nhờ bàn thắng của Sardar Azmoun trước khi đánh bại UAE với tỷ số tương tự để giành ngôi đầu bảng.
Trong trận tứ kết, Iran đối mặt với Iraq, đội mà họ đã đánh bại nhiều tuần trước trong một trận giao hữu. Nhận một thẻ đỏ gây tranh cãi trong hiệp một, Iran thi đấu với mười người, ghi bàn thắng vào cuối hiệp phụ để gỡ hòa 3–3. Trong loạt sút luân lưu sau đó, Iran đã bất ngờ thua với tỷ số 7–6.

### FIFA World Cup 2018

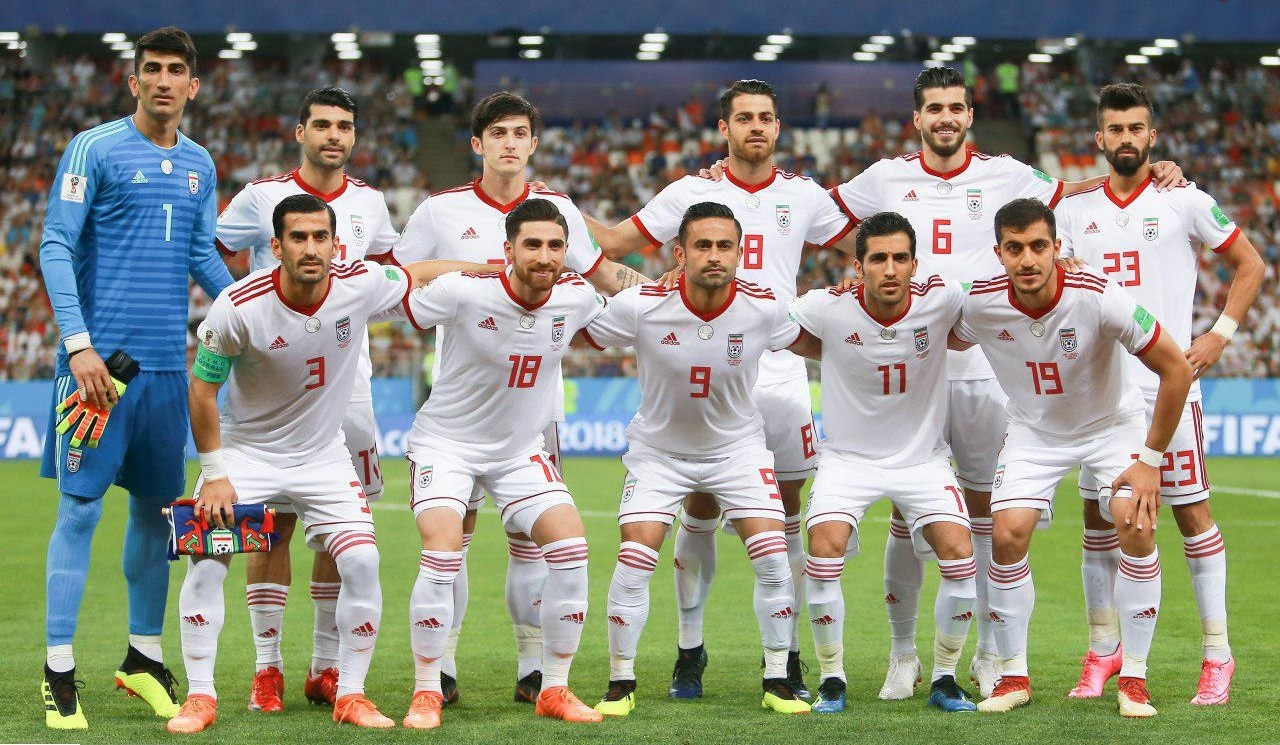
Đội hình của Iran trước Bồ Đào Nha tại Mordovia Arena tại FIFA World Cup 2018.

Iran bắt đầu chiến dịch vòng loại FIFA World Cup 2018 bằng các trận giao hữu với Chile và Thụy Điển vào tháng 3 năm 2015. Queiroz từ chức quản lý của mình sau đó do bất đồng với Liên đoàn bóng đá Iran. Vào ngày 14 tháng 4 năm 2015, Iran đã hòa với Oman, Ấn Độ, Turkmenistan và Guam ở lượt thứ hai của vòng loại. Vào ngày 26 tháng 4, Queiroz thông báo rằng anh ấy sẽ tiếp tục là huấn luyện viên của Iran cho chiến dịch World Cup 2018 của họ.
Iran trở thành đội thứ hai đủ điều kiện tham dự World Cup 2018  sau chiến thắng 2–0 trên sân nhà trước Uzbekistan vào ngày 12 tháng 6 năm 2017. Họ cũng giành được vị trí số 1 trong bảng đấu sau thất bại của Hàn Quốc trước Qatar. 

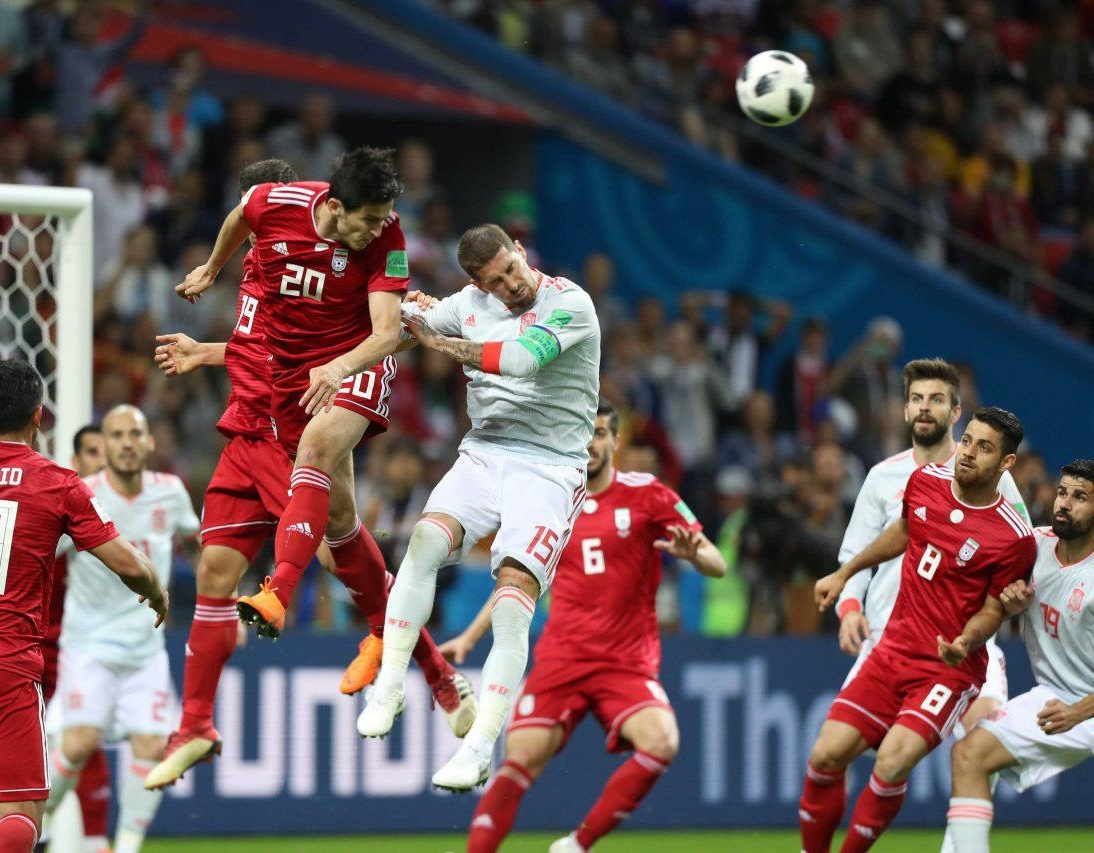
Iran đối đầu Tây Ban Nha tại FIFA World Cup 2018.

Iran đã giành chiến thắng trong trận đấu đầu tiên trước Morocco sau khi Aziz Bouhaddouz đá phản lưới nhà.  Trận thứ hai, Iran thua Tây Ban Nha với bàn thắng do công của Diego Costa. Trận đấu thứ ba với Bồ Đào Nha kết thúc với tỷ số hòa sau quả phạt đền được ghi bởi Karim Ansarifard  và bởi vì Morocco chỉ có thể cầm hòa được 2–2 trước Tây Ban Nha, Iran đã bị loại.  Tuy nhiên, đây đã trở thành màn trình diễn tốt nhất của Iran tại World Cup cho đến nay, khi họ giành được bốn điểm.

### AFC Asian Cup 2019
Sau khi vượt qua vòng loại AFC Asian Cup 2019 trước đó, Iran được bốc thăm vào bảng D, nơi họ chung bảng với Iraq, Việt Nam và Yemen. Iran đã mở đầu giải đấu với Yemen chậm hơn và gần như nhận bàn thua nhưng sau 10 phút, Iran lấy lại thế trận và tỏ ra lấn lướt hơn ở một số khía cạnh, vùi dập Yemen với tỷ số 5–0. Chiến thắng 2–0 trước đội tuyển Việt Nam giúp Iran giành quyền vào vòng loại trực tiếp. Iran kết thúc vòng bảng với trận hòa không bàn thắng trước nước láng giềng Iraq và giành vị trí nhất bảng. Sau vòng bảng, Iran chạm trán Oman, một sai lầm trong phòng ngự suýt chút nữa đã làm mất cơ hội của Iran nhưng quả phạt đền của Ahmed Mubarak Al-Mahaijri đã bị Alireza Beiranvand cản phá. Sau trận đấu sớm đáng sợ, Iran một lần nữa chứng tỏ sự lấn lướt của mình trước Oman, đánh bại Oman với tỷ số 2–0 để lọt vào vòng tứ kết. Trong trận tứ kết với một Trung Quốc chơi phòng ngự, Iran đã vượt qua Trung Quốc với tỷ số 3–0 để gặp Nhật Bản trong trận bán kết. Iran lại bỏ lỡ cơ hội vào chung kết khi thất thủ 0–3 với tất cả các bàn thắng được ghi trong hiệp hai. Sau khi bị loại, Queiroz rời Đội Melli.

### FIFA World Cup 2022
Iran là đội có thứ hạng cao nhất được xếp vào vòng loại FIFA World Cup 2022 . Iran được bốc thăm vào vòng hai , nơi họ sẽ phải đối đầu với hai đối thủ Ả Rập là Iraq và Bahrain cùng với Campuchia và Hong Kong. Iran, dưới sự dẫn dắt của tân huấn luyện viên Marc Wilmots, bắt đầu với chiến thắng 2–0 trước Hong Kong trên sân khách; trước chiến thắng 14–0 trước Campuchia, trận đấu sau đó mang tính lịch sử khi phụ nữ được phép vào sân vận động lần đầu tiên kể từ Cách mạng Hồi giáo năm 1979.  Các cuộc chạm trán sân khách tiếp theo của họ trước Bahrain và Iraq, tiếp tục là những trận thua liên tiếp khiến Iran lần lượt thua 0–1 và 1–2. Sau hai trận hòa liên tiếp giữa Iraq và Bahrain, Iran có khả năng mất bất kỳ cơ hội nào để lọt ngay vào vòng hai World Cup và điều này dẫn đến việc sa thải Marc Wilmots trên cương vị huấn luyện viên. Tuy nhiên, đại dịch COVID-19 buộc các trận đấu còn lại phải thi đấu mà không có khán giả vào tháng 6 năm 2021, do đó, điều này buộc Iran phải chơi các trận còn lại của họ tại Bahrain dưới thời tân huấn luyện viên Dragan Skočić ; nhưng với việc Bahrain mất đi sự ủng hộ của sân nhà như một lợi thế, và Iraq đảm bảo một suất trong giai đoạn cuối , Iran đã có thể lội ngược dòng, cuối cùng giành vị trí đầu tiên và cùng với Iraq tiến đến giai đoạn cuối.
Iran trở thành đội thứ mười ba đủ điều kiện tham dự FIFA World Cup 2022 sau chiến thắng 1–0 trên sân nhà trước Iraq vào ngày 27 tháng 1 năm 2022. Tại giải này, đội chỉ có 1 trận thắng trước Wales và thua 2 trận trước Anh và Hoa Kỳ, qua đó tiếp tục dừng bước ở vòng bảng.

## Hình ảnh đội tuyển

### Biệt danh
Đội tuyển quốc gia Iran đã nhận được một số biệt danh bởi những người ủng hộ và truyền thông. Loại phổ biến nhất được sử dụng là "Team Melli" ( tiếng Ba Tư : تیم ملی), có nghĩa là "Đội tuyển quốc gia" trong tiếng Ba Tư. Mặc dù những người ủng hộ Iran đã phổ biến "Team Melli", các biệt danh khác của đội bao gồm "Những ngôi sao Ba Tư" (được gọi là từ World Cup 2006 ) "Shiran e Iran", nghĩa là "Những con sư tử Iran" hoặc "Những con sư tử Ba Tư",  ", "Lion Hearts" và "Princes of Persia" (được sử dụng kể từ AFC Asian Cup 2011). Khẩu hiệu của Iran cho FIFA World Cup 2014 là Danh dự Ba Tư, được chọn trong một cuộc thăm dò trên internet do FIFA tổ chức. Một biệt danh được sử dụng gần đây hơn, do sự hiện diện của loài báo Asiatic trên áo đấu của World Cup 2014, là Youzpalangan có nghĩa là "Báo đốm".

### Trang phục thi đấu
Trang phục thi đấu của đội tuyển bóng đá quốc gia Iran theo truyền thống sử dụng màu trắng và trang phục phụ là màu đỏ, đôi khi áo sơ mi xanh lá cây với quần đùi trắng và tất đỏ được sử dụng.

#### Nhà tài trợ trang phục
| Nhà tài trợ | Giai đoạn       |
| ----------- | --------------- |
| Adidas      | 1978            |
| Puma        | 1980            |
| Amini       | 1981–1993       |
| Shekari     | 1993–1998       |
| Puma        | 1998–2000       |
| Shekari     | 2000–2003       |
| Daei Sport  | 2003–2006       |
| Puma        | 2006–2007       |
| Merooj      | 2007–2008       |
| Daei Sport  | 2008–2009       |
| Legea       | 2009–2012       |
| Uhlsport    | 2012–2016       |
| Givova      | 2016            |
| Adidas      | 2016–2019       |
| Uhlsport    | 2019–2022       |
| Merooj      | 2022 – Hiện tại |

## Danh hiệu
- Cúp bóng đá Châu Á: 3

Vô địch: 1968; 1972; 1976
Hạng ba: 1980; 1988; 1996; 2004
- Vô địch Tây Á: 4

Vô địch: 2000, 2004, 2007, 2008
Á quân: 2010
Hạng ba: 2002
- Cúp Các quốc gia Hiệp hội Bóng đá Trung Á: 1

Vô địch: 2023
- Bóng đá nam tại Asiad: 3

 1974; 1990; 1998
 1951; 1966
- Cúp ECO: 3

Vô địch: 1965, 1970, 1993
Á quân: 1967, 1969, 1974
- Cúp bóng đá Phi - Á (nay là Cúp bóng đá AFC - OFC): 2

Vô địch: 1978*, 2003
Á quân: 1991
- Cúp LG:  4 Vô địch,  4 Hạng ba
- Các giải giao hữu nhỏ khác:  5 Vô địch,  5 Á quân,  4 Hạng ba

## Thành tích tại các giải đấu

### Giải vô địch bóng đá thế giới
Năm 1978, Iran lần đầu góp mặt ở World Cup sau khi đánh bại Úc trên sân nhà tại Tehran. Iran thua hai trong ba trận vòng bảng và có trận hòa gây bất ngờ trước đội tuyển Scotland để có một điểm. Kể từ đó, thành tích tốt nhất của Iran tại một kỳ World Cup là việc giành được 4 điểm ở kỳ World Cup gần nhất năm 2018 với trận ra quân thắng Maroc cùng trận hòa Bồ Đào Nha. Thành tích tốt thứ hai của đội là ở kỳ World Cup 1998 khi đội có trận thắng Hoa Kỳ để có 3 điểm chung cuộc và ở kỳ World Cup 2022 khi đội thắng Xứ Wales.
| Năm         | Thành tích                    | St                            | T                             | H                             | B                             | Bt                            | Bb                            |
| ----------- | ----------------------------- | ----------------------------- | ----------------------------- | ----------------------------- | ----------------------------- | ----------------------------- | ----------------------------- |
| 1930 ↓ 1938 | Không phải là thành viên FIFA | Không phải là thành viên FIFA | Không phải là thành viên FIFA | Không phải là thành viên FIFA | Không phải là thành viên FIFA | Không phải là thành viên FIFA | Không phải là thành viên FIFA |
| 1950 ↓ 1970 | Không tham dự                 | Không tham dự                 | Không tham dự                 | Không tham dự                 | Không tham dự                 | Không tham dự                 | Không tham dự                 |
| 1974        | Không vượt qua vòng loại      | Không vượt qua vòng loại      | Không vượt qua vòng loại      | Không vượt qua vòng loại      | Không vượt qua vòng loại      | Không vượt qua vòng loại      | Không vượt qua vòng loại      |
| 1978        | Vòng 1                        | 3                             | 0                             | 1                             | 2                             | 2                             | 8                             |
| 1982        | Rút lui                       | Rút lui                       | Rút lui                       | Rút lui                       | Rút lui                       | Rút lui                       | Rút lui                       |
| 1986        | Bị loại khỏi vòng loại        | Bị loại khỏi vòng loại        | Bị loại khỏi vòng loại        | Bị loại khỏi vòng loại        | Bị loại khỏi vòng loại        | Bị loại khỏi vòng loại        | Bị loại khỏi vòng loại        |
| 1990 ↓ 1994 | Không vượt qua vòng loại      | Không vượt qua vòng loại      | Không vượt qua vòng loại      | Không vượt qua vòng loại      | Không vượt qua vòng loại      | Không vượt qua vòng loại      | Không vượt qua vòng loại      |
| 1998        | Vòng bảng                     | 3                             | 1                             | 0                             | 2                             | 2                             | 4                             |
| 2002        | Không vượt qua vòng loại      | Không vượt qua vòng loại      | Không vượt qua vòng loại      | Không vượt qua vòng loại      | Không vượt qua vòng loại      | Không vượt qua vòng loại      | Không vượt qua vòng loại      |
| 2006        | Vòng bảng                     | 3                             | 0                             | 1                             | 2                             | 2                             | 6                             |
| 2010        | Không vượt qua vòng loại      | Không vượt qua vòng loại      | Không vượt qua vòng loại      | Không vượt qua vòng loại      | Không vượt qua vòng loại      | Không vượt qua vòng loại      | Không vượt qua vòng loại      |
| 2014        | Vòng bảng                     | 3                             | 0                             | 1                             | 2                             | 1                             | 4                             |
| 2018        | Vòng bảng                     | 3                             | 1                             | 1                             | 1                             | 2                             | 2                             |
| 2022        | Vòng bảng                     | 3                             | 1                             | 0                             | 2                             | 4                             | 7                             |
| 2026        | Vượt qua vòng loại            | Vượt qua vòng loại            | Vượt qua vòng loại            | Vượt qua vòng loại            | Vượt qua vòng loại            | Vượt qua vòng loại            | Vượt qua vòng loại            |
| 2030 ↓ 2034 | Chưa xác định                 | Chưa xác định                 | Chưa xác định                 | Chưa xác định                 | Chưa xác định                 | Chưa xác định                 | Chưa xác định                 |
| Tổng cộng   | Vòng bảng                     | 18                            | 3                             | 4                             | 11                            | 13                            | 31                            |

### Thế vận hội
- (Nội dung thi đấu dành cho cấp đội tuyển quốc gia cho đến kỳ Đại hội năm 1988)

Tuyển thủ Iran Ghelichkhani (bên phải) và Dunai của Hungary tại Thế vận hội mùa hè 1972.

| Năm       | Thành tích                        | Thứ hạng                          | St                                | T                                 | H                                 | B                                 | Bt                                | Bb                                |
| --------- | --------------------------------- | --------------------------------- | --------------------------------- | --------------------------------- | --------------------------------- | --------------------------------- | --------------------------------- | --------------------------------- |
| 1908–1960 | Không tham dự                     | Không tham dự                     | Không tham dự                     | Không tham dự                     | Không tham dự                     | Không tham dự                     | Không tham dự                     | Không tham dự                     |
| 1964      | Vòng bảng                         | 12                                | 3                                 | 0                                 | 1                                 | 2                                 | 1                                 | 6                                 |
| 1968      | Không tham dự                     | Không tham dự                     | Không tham dự                     | Không tham dự                     | Không tham dự                     | Không tham dự                     | Không tham dự                     | Không tham dự                     |
| 1972      | Vòng bảng                         | 12                                | 3                                 | 1                                 | 0                                 | 2                                 | 1                                 | 9                                 |
| 1976      | Tứ kết                            | 7                                 | 3                                 | 1                                 | 0                                 | 2                                 | 4                                 | 5                                 |
| 1980      | Tẩy chay dù đã vượt qua vòng loại | Tẩy chay dù đã vượt qua vòng loại | Tẩy chay dù đã vượt qua vòng loại | Tẩy chay dù đã vượt qua vòng loại | Tẩy chay dù đã vượt qua vòng loại | Tẩy chay dù đã vượt qua vòng loại | Tẩy chay dù đã vượt qua vòng loại | Tẩy chay dù đã vượt qua vòng loại |
| 1984      | Tẩy chay dù đã vượt qua vòng loại | Tẩy chay dù đã vượt qua vòng loại | Tẩy chay dù đã vượt qua vòng loại | Tẩy chay dù đã vượt qua vòng loại | Tẩy chay dù đã vượt qua vòng loại | Tẩy chay dù đã vượt qua vòng loại | Tẩy chay dù đã vượt qua vòng loại | Tẩy chay dù đã vượt qua vòng loại |
| 1988      | Không vượt qua vòng loại          | Không vượt qua vòng loại          | Không vượt qua vòng loại          | Không vượt qua vòng loại          | Không vượt qua vòng loại          | Không vượt qua vòng loại          | Không vượt qua vòng loại          | Không vượt qua vòng loại          |
| Tổng cộng | 1 lần tứ kết                      | 7                                 | 9                                 | 2                                 | 1                                 | 6                                 | 6                                 | 20                                |

### Cúp bóng đá châu Á
Iran liên tục tham dự các vòng chung kết kể từ năm 1968, là một trong những đội bóng giàu thành tích nhất tại Cúp bóng đá châu Á với 3 lần vô địch liên tiếp (1968, 1972 và 1976) với 2 lần trong đó đóng vai trò chủ nhà. Ngoài ra, đội từng 4 lần giành hạng ba, chỉ 1 lần dừng bước ở vòng bảng năm 1992 còn những kỳ khác thì đều vào đến tứ kết hoặc xa hơn.
| Năm       | Thành tích               | Thứ hạng                 | Số trận                  | Thắng                    | Hòa                      | Thua                     | Bàn thắng                | Bàn thua                 |
| --------- | ------------------------ | ------------------------ | ------------------------ | ------------------------ | ------------------------ | ------------------------ | ------------------------ | ------------------------ |
| 1956      | Không tham dự            | Không tham dự            | Không tham dự            | Không tham dự            | Không tham dự            | Không tham dự            | Không tham dự            | Không tham dự            |
| 1960      | Không vượt qua vòng loại | Không vượt qua vòng loại | Không vượt qua vòng loại | Không vượt qua vòng loại | Không vượt qua vòng loại | Không vượt qua vòng loại | Không vượt qua vòng loại | Không vượt qua vòng loại |
| 1964      | Bỏ cuộc                  | Bỏ cuộc                  | Bỏ cuộc                  | Bỏ cuộc                  | Bỏ cuộc                  | Bỏ cuộc                  | Bỏ cuộc                  | Bỏ cuộc                  |
| 1968      | Vô địch                  | 1/5                      | 4                        | 4                        | 0                        | 0                        | 11                       | 2                        |
| 1972      | Vô địch                  | 1/6                      | 5                        | 5                        | 0                        | 0                        | 12                       | 4                        |
| 1976      | Vô địch                  | 1/6                      | 4                        | 4                        | 0                        | 0                        | 13                       | 0                        |
| 1980      | Hạng ba                  | 3/10                     | 6                        | 3                        | 2                        | 1                        | 16                       | 6                        |
| 1984      | Hạng tư                  | 3/10                     | 6                        | 2                        | 4                        | 0                        | 8                        | 3                        |
| 1988      | Hạng ba                  | 3/10                     | 6                        | 2                        | 2                        | 2                        | 3                        | 4                        |
| 1992      | Vòng 1                   | 5/8                      | 3                        | 1                        | 1                        | 1                        | 2                        | 1                        |
| 1996      | Hạng ba                  | 3/12                     | 6                        | 3                        | 2                        | 1                        | 14                       | 6                        |
| 2000      | Tứ kết                   | 5/12                     | 4                        | 2                        | 1                        | 1                        | 7                        | 3                        |
| 2004      | Hạng ba                  | 3/16                     | 6                        | 3                        | 3                        | 0                        | 14                       | 8                        |
| 2007      | Tứ kết                   | 5/16                     | 4                        | 2                        | 2                        | 0                        | 6                        | 3                        |
| 2011      | Tứ kết                   | 5/16                     | 4                        | 3                        | 0                        | 1                        | 6                        | 2                        |
| 2015      | Tứ kết                   | 6/16                     | 4                        | 3                        | 1                        | 0                        | 7                        | 3                        |
| 2019      | Bán kết                  | 3/24                     | 6                        | 4                        | 1                        | 1                        | 12                       | 3                        |
| 2023      | Bán kết                  | 3/24                     | 6                        | 4                        | 1                        | 1                        | 12                       | 7                        |
| 2027      | Vượt qua vòng loại       | Vượt qua vòng loại       | Vượt qua vòng loại       | Vượt qua vòng loại       | Vượt qua vòng loại       | Vượt qua vòng loại       | Vượt qua vòng loại       | Vượt qua vòng loại       |
| Tổng cộng | 3 lần vô địch            | 16/19                    | 74                       | 45                       | 20                       | 9                        | 143                      | 55                       |

### Đại hội Thể thao châu Á
- (Nội dung thi đấu dành cho cấp đội tuyển quốc gia cho đến kỳ Đại hội năm 1998)

| Năm       | Thành tích    | Trận          | Thắng         | Hòa           | Thua          | Bàn thắng     | Bàn thua      | Hiệu số       | Điểm          |
| --------- | ------------- | ------------- | ------------- | ------------- | ------------- | ------------- | ------------- | ------------- | ------------- |
| 1951      | Á quân        | 3             | 2             | 0             | 1             | 2             | 1             | 1             | 6             |
| 1954      | Không tham dự | Không tham dự | Không tham dự | Không tham dự | Không tham dự | Không tham dự | Không tham dự | Không tham dự | Không tham dự |
| 1958      | Vòng 1        | 2             | 0             | 0             | 2             | 0             | 9             | 9             | 0             |
| 1962      | Không tham dự | Không tham dự | Không tham dự | Không tham dự | Không tham dự | Không tham dự | Không tham dự | Không tham dự | Không tham dự |
| 1966      | Á quân        | 7             | 4             | 0             | 3             | 9             | 6             | 3             | 12            |
| 1970      | Vòng 1        | 2             | 0             | 1             | 1             | 2             | 3             | 1             | 1             |
| 1974      | Vô địch       | 7             | 7             | 0             | 0             | 20            | 1             | 19            | 21            |
| 1978      | Bỏ cuộc       | Bỏ cuộc       | Bỏ cuộc       | Bỏ cuộc       | Bỏ cuộc       | Bỏ cuộc       | Bỏ cuộc       | Bỏ cuộc       | Bỏ cuộc       |
| 1982      | Tứ kết        | 4             | 2             | 0             | 2             | 3             | 2             | 1             | 6             |
| 1986      | Tứ kết        | 5             | 3             | 1             | 1             | 13            | 2             | 11            | 10            |
| 1990      | Vô địch       | 5             | 4             | 1             | 0             | 7             | 1             | 6             | 13            |
| 1994      | Vòng 1        | 4             | 1             | 2             | 1             | 5             | 2             | 3             | 5             |
| 1998      | Vô địch       | 8             | 7             | 0             | 1             | 25            | 7             | 18            | 21            |
| Tổng cộng | Vô địch       | 47            | 30            | 5             | 12            | 86            | 34            | +52           | 95            |

### Giải vô địch bóng đá Tây Á
| Năm       | Kết quả       | Trận          | Thắng         | Hòa           | Bại           | Bàn thắng     | Bàn thua      | Hiệu sổ       | Điểm          |
| --------- | ------------- | ------------- | ------------- | ------------- | ------------- | ------------- | ------------- | ------------- | ------------- |
| 2000      | Vô địch       | 5             | 4             | 1             | 0             | 7             | 1             | 6             | 13            |
| 2002      | Hạng ba       | 4             | 1             | 2             | 1             | 4             | 3             | 1             | 5             |
| 2004      | Vô địch       | 4             | 4             | 0             | 0             | 17            | 3             | 14            | 12            |
| 2007      | Vô địch       | 4             | 3             | 1             | 0             | 5             | 1             | 4             | 10            |
| 2008      | Vô địch       | 4             | 4             | 0             | 0             | 13            | 2             | 11            | 12            |
| 2010      | Á quân        | 4             | 2             | 1             | 1             | 8             | 5             | 3             | 7             |
| 2012      | Vòng bảng     | 3             | 1             | 2             | 0             | 2             | 1             | 1             | 5             |
| 2014      | Không tham dự | Không tham dự | Không tham dự | Không tham dự | Không tham dự | Không tham dự | Không tham dự | Không tham dự | Không tham dự |
| Tổng cộng | Vô địch       | 28            | 19            | 7             | 2             | 56            | 16            | 40            | 64            |

### Đại hội Thể thao Tây Á
| Năm       | Kết quả | Trận | Thắng | Hòa | Bại | Bàn thắng | Bàn bại | Hiệu số | Điểm |
| --------- | ------- | ---- | ----- | --- | --- | --------- | ------- | ------- | ---- |
| 1997      | Vô địch | -    | -     | -   | -   | -         | -       | -       | -    |
| 2002      | Á quân  | 4    | 1     | 3   | 0   | 5         | 4       | 1       | 6    |
| 2005      | Hạng 3  | 4    | 3     | 1   | 0   | 10        | 2       | 8       | 10   |
| Tổng cộng | Vô địch | 8    | 4     | 4   | 0   | 15        | 6       | 9       | 16   |

## Kình địch

### Iraq
Theo tờ báo Malay Mail, "Cảm xúc luôn dâng trào mỗi khi Iran và Iraq gặp nhau trên sân bóng". Sự thù địch trong thể thao này có thể liên quan đến vấn đề lịch sử, địa lý và tôn giáo. Iran và Iraq là hai quốc gia láng giềng có một lịch sử ngoại giao không mấy tốt đẹp, nhất là trong thời hiện đại khi giữa hai nước đã xảy ra chiến tranh kéo dài tám năm lúc Saddam Hussein làm tổng thống Iraq. Phải đến năm 2001, lần đầu tiên sau hàng thập niên, một trận đấu giữa Iran và Iraq mới không tổ chức trên một địa điểm trung lập. Khi Iraq loại Iran khỏi Asian Cup 2015 bằng loạt sút luân lưu ở tứ kết, phía Iran đã gửi đơn khiếu nại lên AFC cho rằng một cầu thủ Iraq dương tính với doping trong một đợt xét nghiệm vài tháng trước đó với mong muốn thấy Iraq bị xử thua còn Iran được quay trở lại giải đấu để tiếp tục cuộc tranh tài, nhưng đơn khiếu nại này đã bị khước từ. Iran áp đảo Iraq về thành tích đối đầu với 12 trận thắng, 6 trận hòa và 6 trận thua.

### Ả Rập Xê Út
Cuộc đối đầu giửa Iran và Ả Rập Xê Út được bài báo của Bleacher Report xếp hạng 9 trong số 10 cuộc so tài bóng đá quốc tế có sự xúc tác bởi chính trị nhiều nhất và được trang Goal.com xếp hạng 9 trong số 10 cuộc so tài bóng đá quốc tế hấp dẫn nhất.
Iran và Ả Rập Xê Út đã đối đầu 15 trận cho đến nay. Tất cả các trận đấu giữa hai đội đều ở các giải đấu chính thức và họ chưa từng đá một trận giao hữu nào. Trận đấu đầu tiên được diễn ra vào ngày 24 tháng 8 năm 1975, khi Iran đánh bại Ả Rập Xê Út với tỷ số 3–0. Iran nhỉnh hơn về thành tích đối đầu với 5 trận thắng, 6 trận hòa và 4 trận thua.

### Hàn Quốc
Iran và Hàn Quốc là hai đội tuyển mạnh nhất châu Á vào hai thập niên 1960 và 1970, khiến cho các cuộc đối đầu giữa họ được phát triển như một trong những cuộc so tài bóng đá hấp dẫn nhất châu lục. Hai đội đã bắt đầu đối đầu với nhau từ năm 1958, chạm trán với nhau tổng cộng 29 trận cho đến tháng 10 năm 2016, gồm tám trận thuộc khuôn khổ vòng loại World Cup. Ngoài ra họ cũng có các lần đụng độ ở những giải đấu cấp châu lục, từng gặp nhau ở trận chung kết Asian Cup 1972 và đối đầu với nhau năm lần liên tiếp ở các vòng tứ kết Asian Cup từ năm 1996 đến 2011. Iran đang có thành tích đối đầu tốt hơn với 13 trận thắng, 7 trận hòa và 9 trận thua.

### Hoa Kỳ
Là cuộc đối đầu vô cùng nảy lửa khiến thế giới phải chao đảo khi luôn phải theo dõi vì tính chất đối đầu căng thẳng giữa 2 quốc gia này.

## Trận đấu

### 2024
| 5 tháng 1 Giao hữu | Iran                        | 2–1      | Burkina Faso | Đảo Kish, Iran                                                                                 |  |
| 18:00 UTC+3:30     | - Taremi 42' - Ebrahimi 71' | Chi tiết | - Konaté 16' | Sân vận động: Sân vận động Olympic Lượng khán giả: 7,000 Trọng tài: Yousif Saeed Hassan (Iraq) |  |

| 9 tháng 1 Giao hữu | Indonesia | 0–5      | Iran                                                          | Al-Rayyan, Qatar                                          |  |
| 18:00 UTC+3        |           | Chi tiết | - Ghoddos 3' - Cheshmi 22' - Moghanlou 36' - Ghayedi 70', 87' | Sân vận động: Al Rayyan Training Ground Lượng khán giả: 0 |  |

| 14 tháng 1 Bảng C AFC Asian Cup 2023 | Iran                                                         | 4–1      | Palestine     | Al Rayyan, Qatar                                                                                                  |  |
| 20:30 UTC+3                          | - Ansarifard 2' - Khalilzadeh 12' - Ghayedi 38' - Azmoun 55' | Chi tiết | - Seyam 45+6' | Sân vận động: Sân vận động Quốc tế Khalifa, Qatar Lượng khán giả: 27,691 Trọng tài: Abdulrahman Al-Jassim (Qatar) |  |

| 19 tháng 1 Bảng C AFC Asian Cup 2023 | Hồng Kông | 0–1      | Iran          | Al Rayyan, Qatar                                                                                         |  |
| 20:30 UTC+3                          |           | Chi tiết | - Ghayedi 24' | Sân vận động: Sân vận động Quốc tế Khalifa, Qatar Lượng khán giả: 36,412 Trọng tài: Hanna Hattab (Syria) |  |

| 23 tháng 1 Bảng C AFC Asian Cup 2023 | Iran              | 2–1      | UAE                 | Al Rayyan, Qatar                                                                                             |  |
| 18:00 UTC+3                          | - Taremi 26', 65' | Chi tiết | - Al-Ghassani 90+3' | Sân vận động: Sân vận động Thành phố Giáo dục Lượng khán giả: 34,259 Trọng tài: Ilgiz Tantashev (Uzbekistan) |  |

| 31 tháng 1 Vòng 16 đội AFC Asian Cup 2023             | Iran                 | 1–1 (s.h.p.) (5–3 p)                 | Syria                 | Doha, Qatar                                                                                                |  |
| 19:00                                                 | - Taremi 34' (ph.đ.) | Chi tiết                             | - Khribin 64' (ph.đ.) | Sân vận động: Sân vận động Abdullah bin Khalifa Lượng khán giả: 8,720 Trọng tài: Kim Jong-hyeok (Hàn Quốc) |  |
|                                                       |                      | Loạt sút luân lưu                    |                       | |  |
| - Ansarifard - Rezaeian - Ebrahimi - Torabi - Hajsafi |                      | - Sabbag - Youssef - Ousou - Al Dali |                       | |  |

| 3 tháng 2 Tứ kết AFC Asian Cup 2023 | Iran                                     | 2–1      | Nhật Bản     | Al Rayyan, Qatar                                                                                     |  |
| 14:30 UTC+3                         | - Mohebi 55' - Jahanbakhsh 90+6' (ph.đ.) | Chi tiết | - Morita 28' | Sân vận động: Sân vận động Thành phố Giáo dục Lượng khán giả: 35,640 Trọng tài: Mã Ninh (Trung Quốc) |  |

| 7 tháng 2 Bán kết AFC Asian Cup 2023 | Iran                                  | 2–3 | Qatar                            | Doha, Qatar                                                                                   |  |
| 18:00 UTC+3                          | - Azmoun 4' - Jahanbakhsh 51' (ph.đ.) |     | - Gaber 17' - Afif 43' - Ali 82' | Sân vận động: Sân vận động Al Thumama Lượng khán giả: 40.342 Trọng tài: Ahmad Al-Ali (Kuwait) |  |

| 21 tháng 3 Vòng loại FIFA World Cup 2026 / Vòng loại AFC Asian Cup 2027 | Iran                                                           | 5–0    | Turkmenistan | Tehran, Iran                                                                               |  |
| 19:30 UTC+3:30                                                          | - Kanaani 10', 48' - Azmoun 13' - Mohebi 56' - Noorafkan 90+2' | Report |              | Sân vận động: Sân vận động Azadi Lượng khán giả: 23,109 Trọng tài: Araki Yusuke (Nhật Bản) |  |

| 26 tháng 3 Vòng loại FIFA World Cup 2026 / Vòng loại AFC Asian Cup 2027 | Turkmenistan | 0–1    | Iran            | Ashgabat, Turkmenistan                                                                            |  |
| 20:00 UTC+5                                                             |              | Report | - Ghayedi 45+5' | Sân vận động: Sân vận động Ashgabat Lượng khán giả: 10.230 Trọng tài: Sivakorn Pu-udom (Thái Lan) |  |

| 6 tháng 6 Vòng loại FIFA World Cup 2026 / Vòng loại AFC Asian Cup 2027 | Hồng Kông            | 2–4 | Iran                                                | Tảo Can Bộ, Hồng Kông                                                       |  |
| 15:30 UTC+8                                                            | - Ma 14' - Pinto 60' |     | - Taremi 12' (ph.đ.), 34' (ph.đ.), 56' - Azmoun 65' | Sân vận động: Sân vận động Hồng Kông Trọng tài: Qasim Matar Al-Hatmi (Oman) |  |

| 11 tháng 6 Vòng loại FIFA World Cup 2026 / Vòng loại AFC Asian Cup 2027 | Iran | 0–0      | Uzbekistan | Tehran, Iran                                                          |  |
| 20:30 UTC+3:30                                                          |      | Chi tiết |            | Sân vận động: Sân vận động Azadi Trọng tài: Kim Jong-hyeok (Hàn Quốc) |  |

| 5 tháng 9 Vòng loại FIFA World Cup 2026 | Iran         | 1–0 | Kyrgyzstan | Fuladshahr, Iran                                                                                |  |
| 19:30 UTC+3:30                          | - Taremi 34' |     |            | Sân vận động: Sân vận động Fuladshahr Lượng khán giả: 12.077 Trọng tài: Araki Yusuke (Nhật Bản) |  |

| 10 tháng 9 Vòng loại FIFA World Cup 2026 | UAE | 0–1 | Iran          | Al Ain, UAE                                                                                            |  |
|                                          |     |     | Ghayedi 45+3' | Sân vận động: Sân vận động Hazza bin Zayed Lượng khán giả: 17.826 Trọng tài: Kim Jong-hyeok (Hàn Quốc) |  |

| 10 tháng 10 Vòng loại FIFA World Cup 2026 | Uzbekistan | 0–0                            | Iran | Tashkent, Uzabekistan                                                                |  |
| 19:00 UTC+5                               |            | Chi tiết (FIFA) Chi tiết (AFC) |      | Sân vận động: Sân vận động Milliy Lượng khán giả: 33.829 Trọng tài: Shaun Evans (Úc) |  |

| 15 tháng 10 Vòng loại FIFA World Cup 2026 | Iran                                  | 4–1      | Qatar     | Dubai, UAE                                                                            |  |
|                                           | - Azmoun 42', 48' - Mohebi 65', 90+8' | Chi tiết | - Ali 17' | Sân vận động: Rashid Stadium Lượng khán giả: 7.890 Trọng tài: Araki Yusuke (Nhật Bản) |  |

| 14 tháng 11 Vòng loại FIFA World Cup 2026 | CHDCND Triều Tiên                     | 2–3      | Iran                            | Viêng Chăn, Lào                                                                                           |  |
| 19:00 UTC+7                               | - Taremi 56' (l.n.) - Kim Yu-song 59' | Chi tiết | - Ghayedi 29' - Mohebi 41', 45' | Sân vận động: Sân vận động Quốc gia Lào mới Lượng khán giả: 150 Trọng tài: Sadullo Gulmurodi (Tajikistan) |  |

| 19 tháng 11 Vòng loại FIFA World Cup 2026 | Kyrgyzstan | v | Iran | Bishkek, Kyrgyzstan                        |
|                                           |            |   |      | Sân vận động: Sân vận động Dolen Omurzakov |

## Cầu thủ

### Đội hình hiện tại
Đây là đội hình đã hoàn thành vòng loại AFC Asian Cup 2027

Số liệu thống kê tính đến ngày 11 tháng 6 năm 2024 sau trận gặp Uzbekistan.

| Số | VT | Cầu thủ                | Ngày sinh (tuổi)  | Trận | Bàn | Câu lạc bộ          |
| -- | -- | ---------------------- | ----------------- | ---- | --- | ------------------- |
| 1  | TM | Alireza Beiranvand     | 21 tháng 9, 1992  | 70   | 0   | Persepolis          |
| 12 | TM | Payam Niazmand         | 6 tháng 4, 1995   | 9    | 0   | Sepahan             |
| 22 | TM | Hossein Pour Hamidi    | 26 tháng 3, 1998  | 1    | 0   | Tractor             |
|    |    |                        |                   |      |     |                     |
| 2  | HV | Saleh Hardani          | 26 tháng 12, 1998 | 5    | 0   | Esteghlal           |
| 3  | HV | Aref Gholami           | 19 tháng 4, 1997  | 1    | 0   | Velež Mostar        |
| 4  | HV | Shojae Khalilzadeh     | 14 tháng 5, 1989  | 41   | 2   | Tractor             |
| 5  | HV | Milad Mohammadi        | 29 tháng 9, 1993  | 60   | 1   | Adana Demirspor     |
| 13 | HV | Hossein Kanaanizadegan | 23 tháng 3, 1994  | 53   | 6   | Persepolis          |
| 15 | HV | Amin Hazbavi           | 6 tháng 5, 2003   | 2    | 0   | Al Sadd             |
| 18 | HV | Abolfazl Jalali        | 26 tháng 6, 1998  | 5    | 0   | Esteghlal           |
| 23 | HV | Aria Yousefi           | 22 tháng 4, 2002  | 3    | 0   | Sepahan             |
|    |    |                        |                   |      |     |                     |
| 6  | TV | Mohammad Ghorbani      | 21 tháng 5, 2001  | 2    | 0   | Orenburg            |
| 7  | TV | Alireza Jahanbakhsh    | 11 tháng 8, 1993  | 83   | 17  | Feyenoord           |
| 14 | TV | Saman Ghoddos          | 6 tháng 9, 1993   | 51   | 3   | Brentford           |
| 16 | TV | Mehdi Torabi           | 10 tháng 9, 1994  | 49   | 7   | Persepolis          |
| 21 | TV | Omid Noorafkan         | 9 tháng 4, 1997   | 21   | 1   | Sepahan             |
|    | TV | Javad Hosseinnejad     | 26 tháng 6, 2003  | 2    | 0   | Sepahan             |
|    | TV | Saeid Mehri            | 9 tháng 2, 1998   | 1    | 0   | APOEL               |
|    | TV | Mehdi Ghayedi          | 5 tháng 12, 1998  | 19   | 7   | Ittihad Kalba       |
|    |    |                        |                   |      |     |                     |
| 8  | TĐ | Allahyar Sayyadmanesh  | 29 tháng 6, 2001  | 8    | 1   | Westerlo            |
| 9  | TĐ | Mehdi Taremi           | 18 tháng 7, 1992  | 84   | 50  | Porto               |
| 10 | TĐ | Javad Aghaeipour       | 6 tháng 12, 1999  | 1    | 0   | Esteghlal Khuzestan |
| 11 | TĐ | Shahriyar Moghanlou    | 21 tháng 12, 1994 | 9    | 2   | Sepahan             |
| 17 | TĐ | Mohammad Reza Azadi    | 7 tháng 12, 1999  | 1    | 0   | Nassaji             |
| 19 | TĐ | Mahdi Limouchi         | 23 tháng 11, 1999 | 0    | 0   | Aluminium Arak      |
| 20 | TĐ | Sardar Azmoun          | 1 tháng 1, 1995   | 82   | 53  | Roma                |

### Triệu tập gần đây
Dưới đây là tên các cầu thủ được triệu tập trong vòng 12 tháng.
| Vt | Cầu thủ                  | Ngày sinh (tuổi)  | Số trận | Bt | Câu lạc bộ     | Lần cuối triệu tập           |
| -- | ------------------------ | ----------------- | ------- | -- | -------------- | ---------------------------- |
| TM | Hossein Hosseini         | 30 tháng 6, 1992  | 11      | 0  | Esteghlal      | v. Turkmenistan, 26 Mar 2024 |
| TM | Arsha Shakouri           | 1 tháng 10, 2006  | 0       | 0  | Havadar        | v. Turkmenistan, 21 Mar 2024 |
| TM | Mohammad Reza Akhbari    | 15 tháng 2, 1993  | 1       | 0  | Gol Gohar      | v. Angola, 12 Sep 2023       |
|    |                          |                   |         |    |                |                              |
| HV | Ramin Rezaeian           | 21 tháng 3, 1990  | 65      | 6  | Sepahan        | v. Turkmenistan, 26 Mar 2024 |
| HV | Saman Fallah             | 12 tháng 5, 2001  | 4       | 0  | Gol Gohar      | v. Turkmenistan, 26 Mar 2024 |
| HV | Hossein Goudarzi         | 3 tháng 5, 2001   | 0       | 0  | Shams Azar     | v. Turkmenistan, 26 Mar 2024 |
| HV | Ehsan Hajsafi            | 25 tháng 2, 1990  | 142     | 7  | AEK Athens     | v. Qatar, 7 Feb 2024         |
| HV | Sadegh Moharrami INJ     | 1 tháng 3, 1996   | 30      | 1  | Dinamo Zagreb  | v. Qatar, 7 Feb 2024         |
| HV | Majid Hosseini INJ       | 20 tháng 6, 1996  | 28      | 0  | Kayserispor    | v. Qatar, 7 Feb 2024         |
| HV | Mohammad Daneshgar       | 24 tháng 1, 1994  | 2       | 0  | Sepahan        | v. Uzbekistan, 21 Nov 2023   |
| HV | Morteza Pouraliganji     | 19 tháng 4, 1992  | 54      | 3  | Persepolis     | v. Qatar, 17 Oct 2023        |
| HV | Hossein Moradmand        | 22 tháng 6, 1993  | 1       | 0  | Esteghlal      | v. Angola, 12 Sep 2023       |
|    |                          |                   |         |    |                |                              |
| TV | Saeid Ezatolahi          | 1 tháng 10, 1996  | 68      | 1  | Shabab Al Ahli | v. Turkmenistan, 26 Mar 2024 |
| TV | Ali Gholizadeh           | 10 tháng 3, 1996  | 36      | 6  | Lech Poznań    | v. Turkmenistan, 26 Mar 2024 |
| TV | Mohammad Mohebi          | 20 tháng 12, 1998 | 23      | 6  | Rostov         | v. Turkmenistan, 26 Mar 2024 |
| TV | Omid Ebrahimi RET        | 15 tháng 9, 1987  | 64      | 1  | Al-Shamal      | v. Qatar, 7 Feb 2024         |
| TV | Rouzbeh Cheshmi          | 24 tháng 7, 1993  | 34      | 3  | Esteghlal      | v. Qatar, 7 Feb 2024         |
| TV | Ali Karimi               | 11 tháng 2, 1994  | 19      | 0  | Kayserispor    | v. Uzbekistan, 21 Nov 2023   |
| TV | Ahmad Nourollahi WD      | 1 tháng 2, 1993   | 31      | 3  | Al Wahda       | v. Hồng Kông, 16 Nov 2023    |
| TV | Vahid Amiri              | 2 tháng 4, 1988   | 71      | 2  | Persepolis     | v. Angola, 12 Sep 2023       |
| TV | Milad Sarlak             | 26 tháng 3, 1995  | 13      | 0  | Malavan        | v. Angola, 12 Sep 2023       |
| TV | Alireza Alizadeh         | 11 tháng 2, 1993  | 1       | 0  | Gol Gohar      | v. Angola, 12 Sep 2023       |
| TV | Mohammad Karimi          | 20 tháng 6, 1996  | 3       | 0  | Sepahan        | v. Uzbekistan, 20 Jun 2023   |
| TV | Amirhossein Hosseinzadeh | 30 tháng 10, 2000 | 3       | 0  | Tractor        | v. Uzbekistan, 20 Jun 2023   |
|    |                          |                   |         |    |                |                              |
| TĐ | Saeid Saharkhizan        | 26 tháng 6, 2003  | 0       | 0  | Gol Gohar      | v. Turkmenistan, 26 Mar 2024 |
| TĐ | Karim Ansarifard         | 3 tháng 4, 1990   | 104     | 30 | Aris           | v. Qatar, 7 Feb 2024         |
| TĐ | Reza Asadi               | 17 tháng 1, 1996  | 10      | 1  | Sepahan        | v. Qatar, 7 Feb 2024         |
| TĐ | Mehrdad Mohammadi        | 29 tháng 9, 1993  | 5       | 2  | Esteghlal      | v. Uzbekistan, 21 Nov 2023   |
| TĐ | Shahab Zahedi            | 18 tháng 8, 1995  | 1       | 0  | Avispa Fukuoka | v. Uzbekistan, 20 Jun 2023   |

Chú thích
- Inj Rút lui vì chấn thương.
- Pre Đội hình sơ bộ.
- RC Vắng mặt ở trận tiếp theo do nhận thẻ đỏ.
- Ret Đã chia tay đội tuyển quốc gia.
- Sus Mất quyền lên tuyển vì nghĩa vụ quân sự.[22]

### Thi đấu nhiều nhất

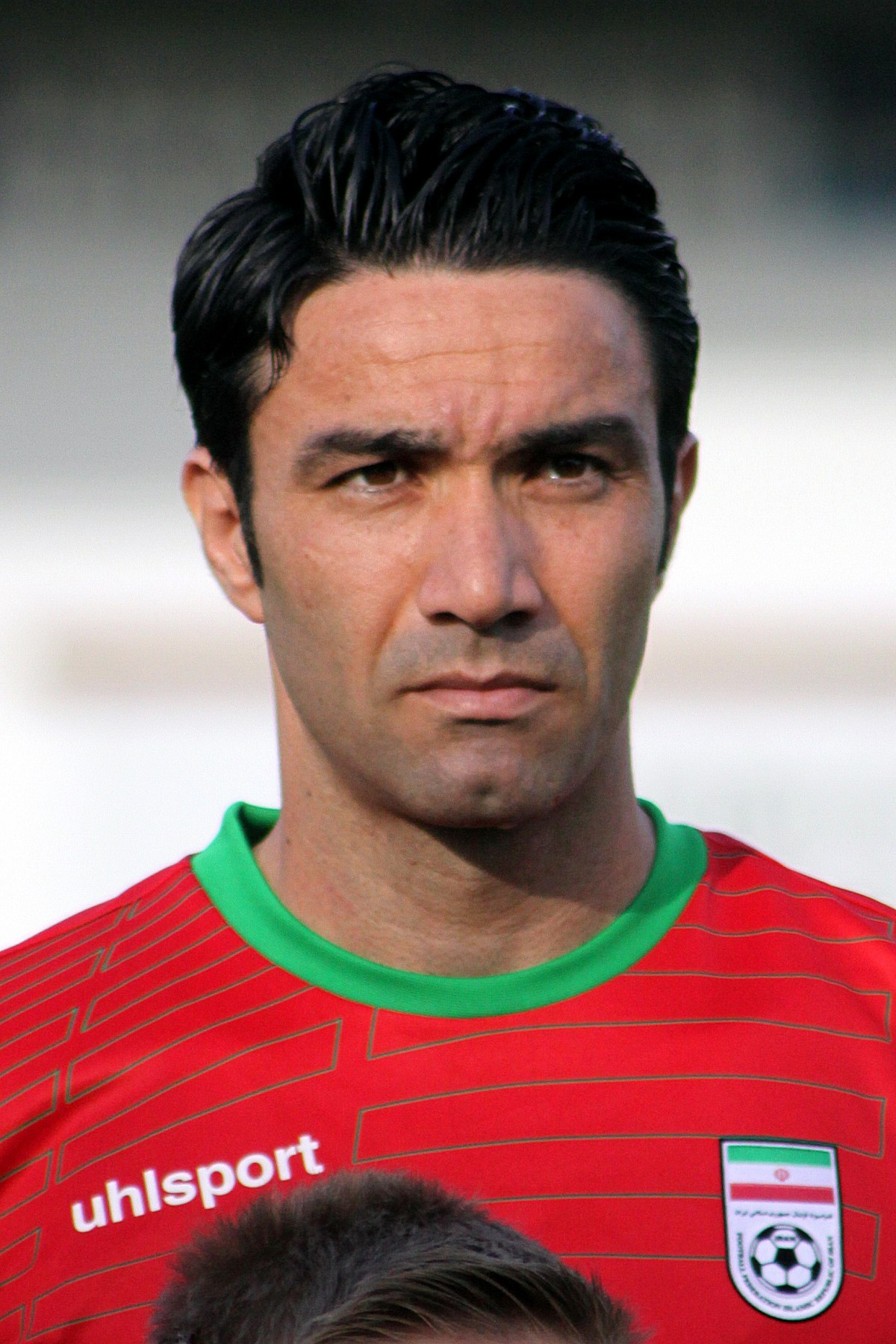
Javad Nekounam là cầu thủ khoác áo đội tuyển quốc gia nhiều nhất với 149 trận.

Tính đến ngày 20 tháng 3 năm 2025
Thống kê chỉ bao gồm các trận đấu chính thức được FIFA công nhận.
Những cầu thủ được in đậm vẫn đang thi đấu cho đội tuyển Iran.
| #  | Tên cầu thủ         | Thời gian thi đấu | Số trận | Bàn thắng |
| -- | ------------------- | ----------------- | ------- | --------- |
| 1  | Javad Nekounam      | 2000–2015         | 149     | 38        |
| 2  | Ali Daei            | 1993–2006         | 148     | 108       |
| 3  | Ehsan Hajsafi       | 2008–2024         | 142     | 7         |
| 4  | Ali Karimi          | 1998–2012         | 127     | 38        |
| 5  | Jalal Hosseini      | 2007–2018         | 116     | 8         |
| 6  | Mehdi Mahdavikia    | 1996–2009         | 110     | 13        |
| 7  | Karim Ansarifard    | 2009–2024         | 104     | 30        |
| 8  | Andranik Teymourian | 2005–2017         | 101     | 9         |
| 9  | Mehdi Taremi        | 2005–nay          | 92      | 54        |
| 10 | Sardar Azmoun       | 2014–nay          | 91      | 57        |
| 10 | Alireza Jahanbakhsh | 2013–nay          | 91      | 17        |

### Ghi nhiều bàn thắng nhất

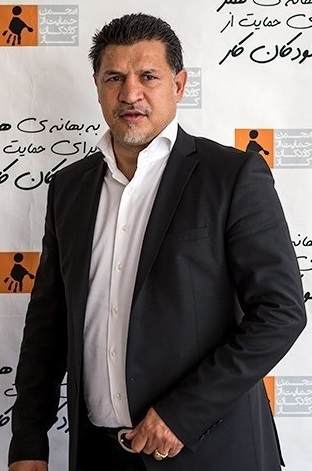
Ali Daei là cầu thủ ghi nhiều bàn thắng nhất cho đội tuyển quốc gia với 108 bàn sau 148 trận đấu.

Tính đến ngày 20 tháng 3 năm 2025
Thống kê chỉ bao gồm các trận đấu chính thức được FIFA công nhận.
Những cầu thủ được in đậm vẫn đang thi đấu cho đội tuyển Iran.
| #  | Cầu thủ                 | Thời gian | Bàn thắng | Số trận | Tỷ lệ |
| -- | ----------------------- | --------- | --------- | ------- | ----- |
| 1  | Ali Daei                | 1993–2006 | 108       | 148     | 0.73  |
| 2  | Sardar Azmoun           | 2014–nay  | 57        | 91      | 0.63  |
| 3  | Mehdi Taremi            | 2015–nay  | 54        | 92      | 0.57  |
| 4  | Karim Bagheri           | 1993–2010 | 50        | 87      | 0.57  |
| 5  | Ali Karimi              | 1998–2012 | 38        | 127     | 0.3   |
| 5  | Javad Nekounam          | 2000–2015 | 38        | 149     | 0.26  |
| 7  | Karim Ansarifard        | 2009–2024 | 30        | 104     | 0.29  |
| 8  | Gholam Hossein Mazloumi | 1969–1977 | 19        | 40      | 0.48  |
| 9  | Farshad Pious           | 1984–1994 | 18        | 34      | 0.53  |
| 10 | Reza Ghoochannejhad     | 2012–2018 | 17        | 44      | 0.39  |
| 10 | Alireza Jahanbakhsh     | 2013–nay  | 17        | 91      | 0.19  |